# Stöbnitz (Mücheln)

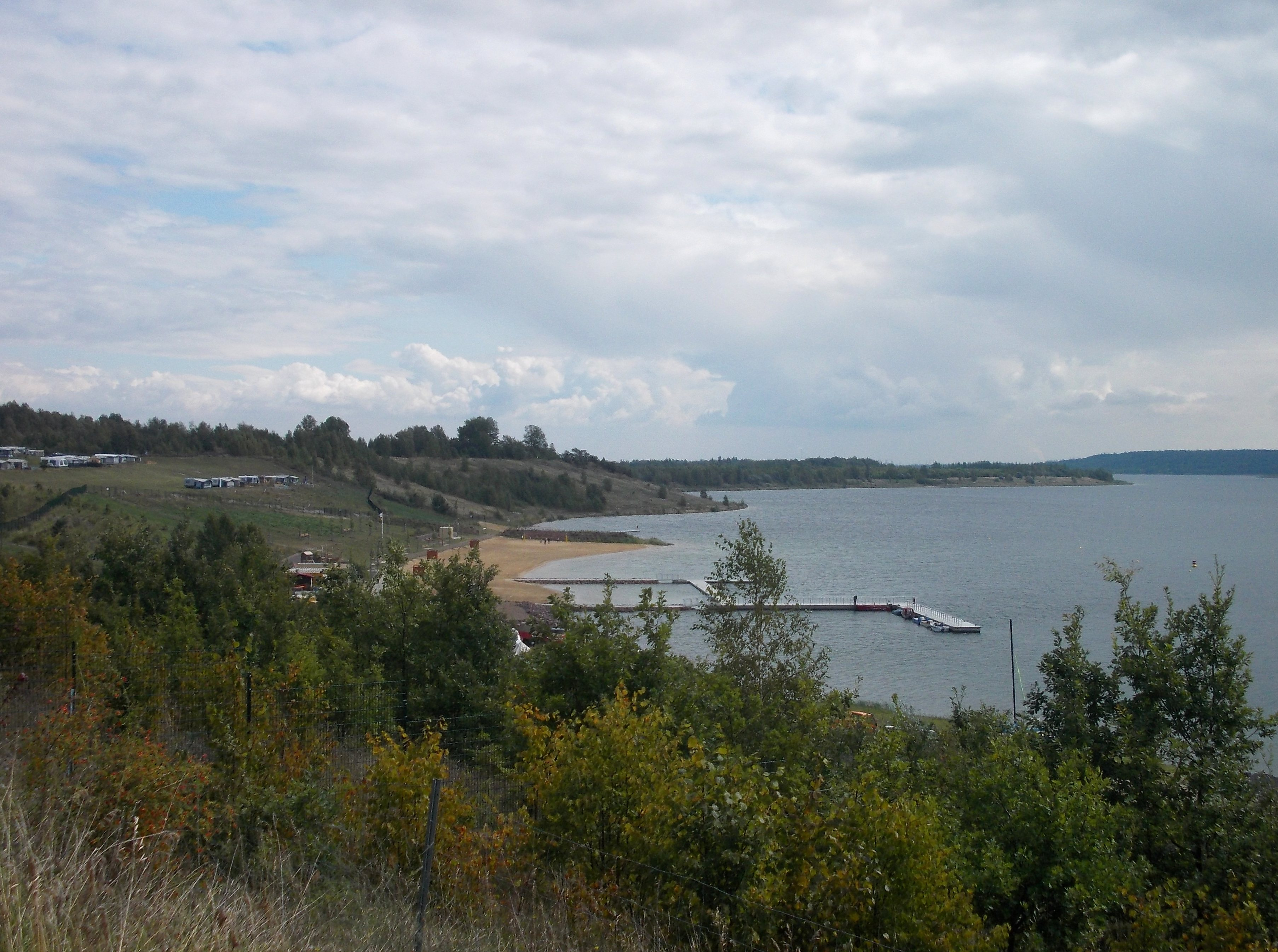
Geiseltalsee mit Stöbnitzer Strand

Stöbnitz ist ein Ortsteil der Stadt Mücheln (Geiseltal) im Saalekreis in Sachsen-Anhalt.

## Geografie
Stöbnitz liegt nördlich von Mücheln am Westufer des Geiseltalsees.

## Geschichte
Stöbnitz gehörte bis 1815 zum wettinischen, später kursächsischen Amt Freyburg. Durch die Beschlüsse des Wiener Kongresses kam der Ort zu Preußen und wurde 1816 dem Kreis Querfurt im Regierungsbezirk Merseburg der Provinz Sachsen zugeteilt, zu dem er bis 1944 gehörte. Am 1. Oktober 1939 wurde Stöbnitz in die Stadt Mücheln eingemeindet.
Der Nachtangriff der britischen RAF am 14./15. März 1945 auf das Mineralölwerk Lützkendorf und seine Umgebung führte zu schweren Bombentreffern in der Grube Pauline und am Westrand von Stöbnitz. Das Rittergut Bach wurde stark in Mitleidenschaft gezogen, es entstanden erhebliche Schäden an Wohn- und Wirtschaftsgebäuden. Vom Viehbestand gingen 25 Ochsen verloren.
Der fortschreitende Braunkohleabbau im Geiseltal rückte in den 1970er Jahren bis an den östlichen Ortsrand heran. Der Ort selbst war nur teilweise von der Devastierung betroffen. Seit der abgeschlossenen Rekultivierung und Flutung im Jahr 2011 stellt der Geiseltalsee am Ortsrand mit einer Halbinsel eine Naherholungsmöglichkeit dar.

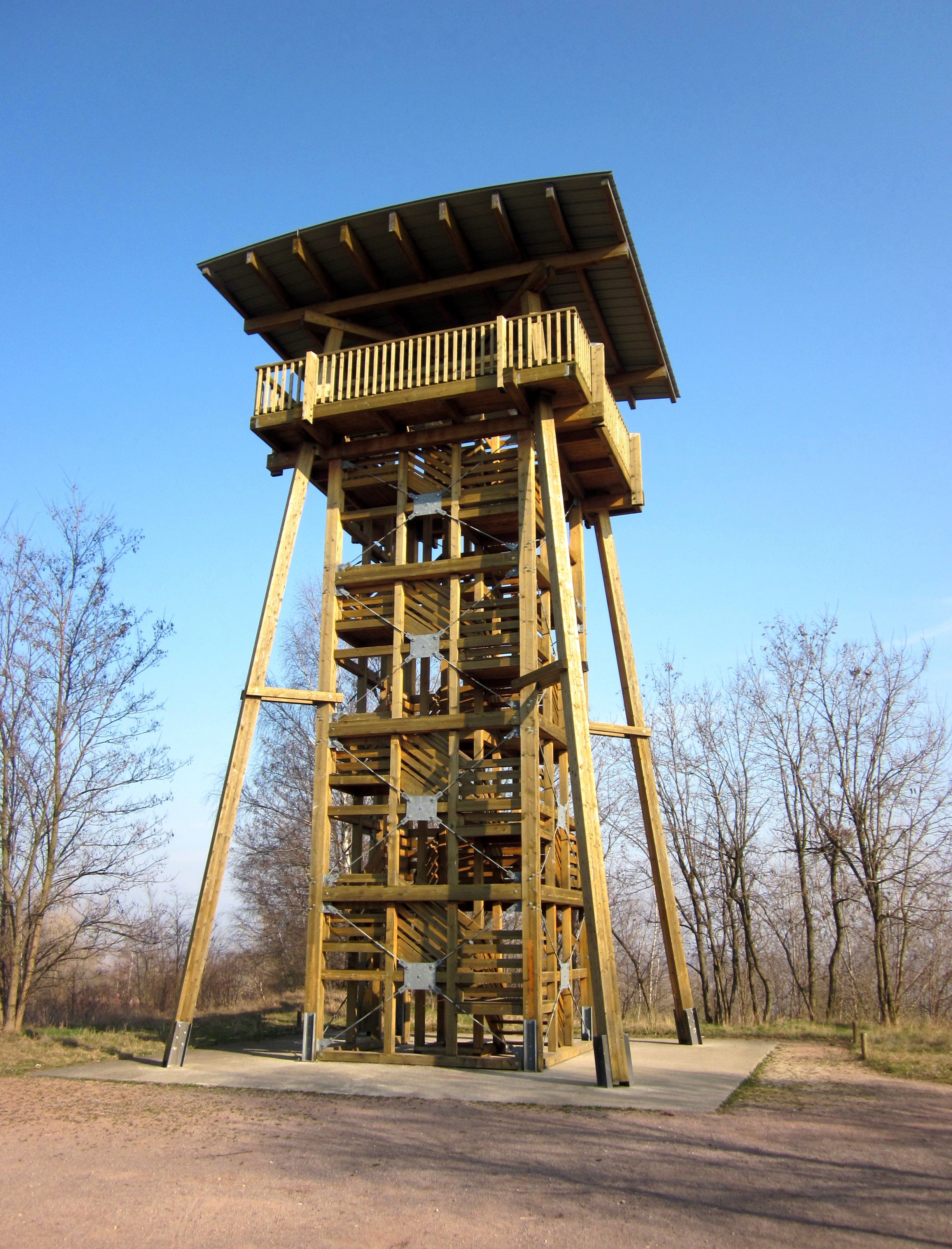
Aussichtsturm

## Sehenswürdigkeiten und Freizeitmöglichkeiten

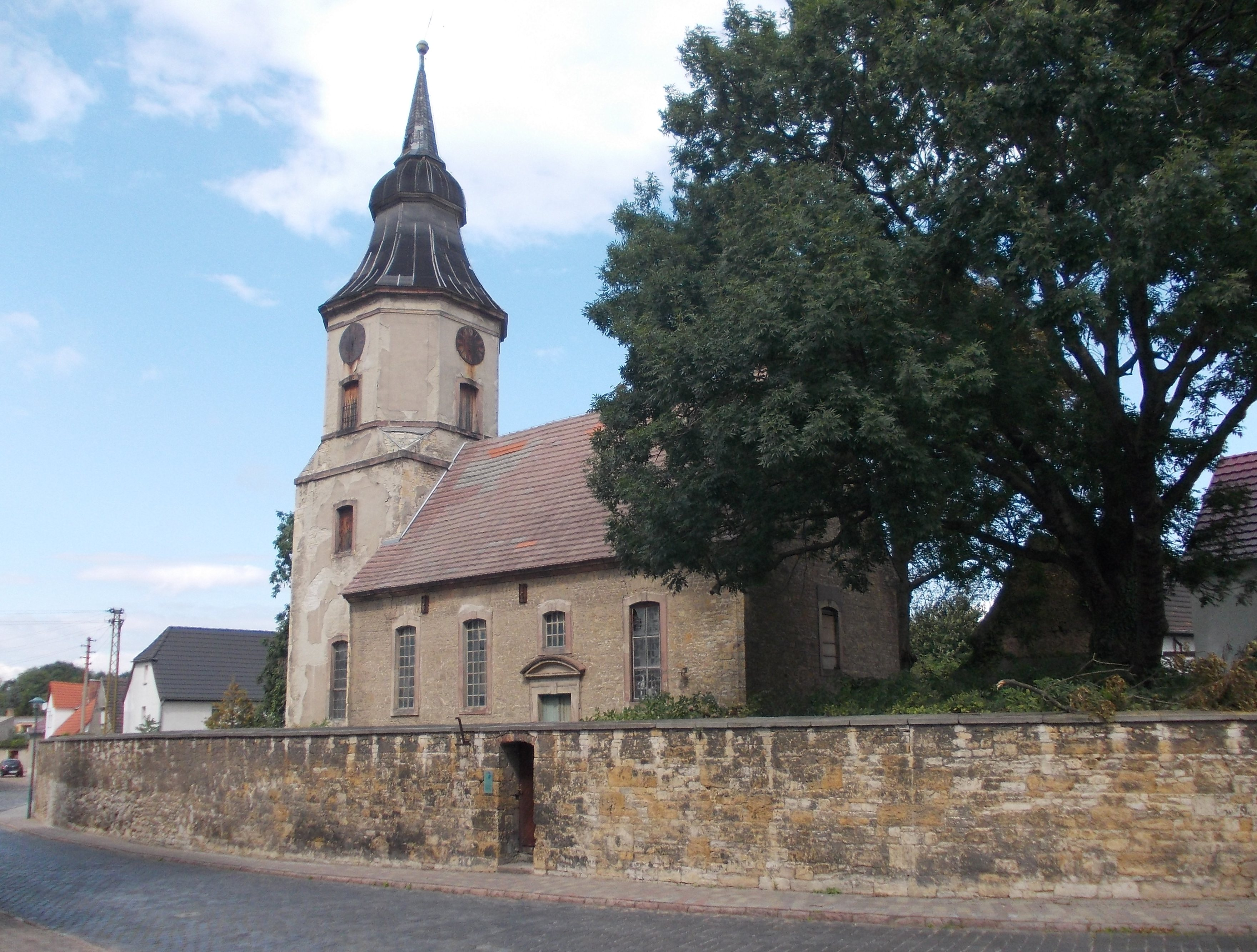
Kirche

- Kirche in Stöbnitz (erbaut in den Jahren 1782 bis 1783), seit 2019 in Privatbesitz[6]
- Badestrand am Geiseltalsee
- Geiseltalsee-Camp auf der Halbinsel im Geiseltalsee
- Aussichtsturm Pauline am Geiseltalsee[7]